# Sausseuzemare-en-Caux
Sausseuzemare-en-Caux ist eine französische Gemeinde mit 430 Einwohnern (Stand 1. Januar 2022) im Département Seine-Maritime in der Region Normandie (vor 2016 Haute-Normandie). Sie gehört zum Arrondissement Le Havre und zum Kanton Saint-Romain-de-Colbosc (bis 2015 Goderville).

## Geographie
Sausseuzemare-en-Caux liegt etwa 27 Kilometer nordöstlich von Le Havre in der Landschaft Pays de Caux. Umgeben wird Sausseuzemare-en-Caux von den Nachbargemeinden Maniquerville und Épreville im Norden, Auberville-la-Renault im Osten und Nordosten, Bretteville-du-Grand-Caux im Osten, Goderville im Süden, Écrainville im Westen und Südwesten sowie Fongueusemare im Westen und Nordwesten.

## Bevölkerungsentwicklung
| Jahr                      | 1962 | 1968 | 1975 | 1982 | 1990 | 1999 | 2006 | 2013 |
| Einwohner                 | 301  | 248  | 211  | 283  | 360  | 360  | 401  | 423  |
| Quelle: Cassini und INSEE |      |      |      |      |      |      |      |      |

## Sehenswürdigkeiten
- Kirche Saint-Étienne aus dem 17. Jahrhundert